# Euro Dance
Euro Dance è una compilation che racchiude i migliori successi di musica House/Dance del momento.
Il primo volume è stato pubblicato nell'estate del 1999, con la straordinaria partecipazione del dj/produttore Gigi D'Agostino. L'anno successivo è stato pubblicato il secondo volume della compilation: Euro Dance 2000, con la collaborazione del dj Tenaki.
Dal terzo volume ad oggi, i brani vengono mixati dal dj Mauro Miclini.

## Euro Dance 1999 (1)
1. GIGI D'AGOSTINO "Passion"
2. CUNNIE WILLIAMS Feat. MONIE LOVE "Saturday"
3. ROBBIE RIVERA "It's Midnight"
4. AVANT GARDE "Get Down"
5. GIGI D'AGOSTINO "Star"
6. EIFFEL 65 "Blue"
7. MR.OIZO "Flat Beat"
8. GIGI D'AGOSTINO "Bla Bla Bla (Remix)"
9. PREZIOSO Feat. MARVIN "Tell Me Why"
10. GIGI D'AGOSTINO "The Riddle"
11. RUN From RUN DMC Feat. JUSTINE SIMMONS "Praise My Dj's"
12. MARIO PIU' Feat. MORE "Runaway"
13. NOISE MAKER "Movimento"
14. CAPTAIN JACK "Dream A Dream"
15. GG D'AG "C0ca & Havana"
16. R.A.F. By PICOTTO "Voxband"
17. SCOOTER "How Much Is The Fish"
18. PHATS & SMALL Pres. MUTANT DISCO "Turn Around"
19. DJ DADO Feat. MICHELLE WEEKS "Forever"
20. GOODY Feat. LUNA "Mamma Mia"

## Euro Dance 2000 (2)
1. EL BARRACO "La Flaca (Remix)"
2. SHAFT "Sway (Mucho Mambo)"
3. BOB MARLEY vs FUNKSTAR DE LUXE "Sun Is Shining (Radio De Luxe Remix)"
4. BLACK & WHITE BROTHERS "World Wide Party"
5. JUNIOR SANCHEZ "Be With U"
6. TOPAZZ "New Millennium"
7. GAYA' "I Keep On Dreaming"
8. FUNNY "Sing A Song (All Night Long)"
9. ALICE DEEJAY "Better Off Alone"
10. T42 Feat. SHARP "Melody Blue"
11. STEPHAN Feat. LADY SEPHORA "Bongo Bong (Remix)"
12. CHASE "Imagine"
13. GENIUS "Genie In The Bottle"
14. DJ JEAN "The Launch"
15. SMART "Disco Disco"
16. MORE "4 Ever With Me"
17. ZOMBIE NATION "Kernkraft"
18. MAURO PICOTTO "Iguana"
19. GIGI D'AGOSTINO "La Danse"
20. GOURYELLA "Gouryella"
21. GIGI D'AGOSTINO "Tekno Jam"
22. LUNAPOP "50 Special (Remix)"

## Euro Dance 3
1. MODJO "Lady (Hear Me Tonight)"
2. KALIYA "Ritual Tibetan"
3. GIGI D'AGOSTINO "La Danse"
4. FLOORFILLA "Anthem #4"
5. PREZIOSO Feat. MARVIN "Voices"
6. ATC "Around The World (La La La)"
7. MASH "Rock The Disco"
8. M.T.J. "Lovely Dance"
9. GITTA "No More Turning Back"
10. NEGROCAN "Cada Vez (Que Te Veo)"
11. IAN POOLEY "Coracao Tambor"
12. BLACK LEGEND "Light My Fire"
13. MAURO PICOTTO "Komodo (Megamind Rmx)"
14. MARIO PIU' "Techno Harmony (Armonia Divina Mix)"
15. DARUDE "Sandstorm"
16. YORK "On The Beach"
17. GEORGIE PORGIE "Life Goes On"
18. LUCREZIA "Lookin' 4 Love"

## Euro Dance 4
1. PAPS 'N' SKAR "Get It On"
2. T42 Feat. SHARP "Find Time"
3. NEJA "Time Flies"
4. ERIKA "Relations"
5. MOLELLA "Discotek People"
6. GIGI D'AGOSTINO "Un Giorno Credi"
7. S.M.S. Feat. REHB "La Vie C'Est Fantastique"
8. MAURO PICOTTO "Like This Like That"
9. MARKUS "Electronik"
10. CAROLINA MARQUEZ "Ritmo"
11. NOELIA "Candela"
12. JACK FLOYD "Move Your Feet"
13. BEL AMOUR "Bel Amour"
14. AVANT GARDE "Don't Stop"
15. HELAHIT "You Stole My Heartbeat"
16. THE LOVE BITE "Side By Side"
17. CRW Pres. VERONIKA "After The Rain"
18. STONE PHAZERS "John Wayne"
19. SLOW & NEWLAND "Being In Love"
20. DAKAR & GRINSER "Stay With Me"

## Euro Dance 5
1. ROGER SANCHEZ "Another Chance"
2. GYPSYMEN "Barbarabatiri"
3. FELIX DA HOUSECAT "Silver Screen (Shower Scene)"
4. GOLD DREAM "Gold Dream"
5. BROOKLYN BOUNCE "Club Bizarre"
6. BARTHEZZ "On The Move"
7. M@D "Welcome (In The City, In The Jungle)"
8. DANCE NATION "Sunshine"
9. ERIKA "Save My Heart"
10. THE ARK "It Takes A Fool To Remain Sane (Remix)"
11. GALLEON "So, I Begin"
12. GOOSEBUMP Feat. ROMINA JOHNSON "Never Gonna Do"
13. IIO "Rapture"
14. PAR-T-ONE vs INXS "I'm So Crazy"
15. HARRY JAMES "My Kind Of People"
16. CECILE "On A Rien A Perdre"
17. MAGIC BOX "4 Your Love"
18. EIFFEL 65 "80's Stars"
19. WEB "Mornings"
20. DJ CERLA "Sahara Rave"

## Euro Dance 6
1. ALCAZAR "Sexual Guarantee"
2. SILICONE SOUL Feat. LOUISE CLARE MARSHALL "Right On!"
3. MARK PICCHIOTTI Pres. BASSTOY Feat. DANA "Runnin'"
4. DATURA "Will Be One"
5. MOLELLA "Love Lasts Forever"
6. GABRY PONTE "Got To Get (Don Don)"
7. MASKARA "Dansez"
8. 4 CLUBBERS "Children"
9. KLUBBINGMAN "Welcome To The Club"
10. THE ARK "Let Your Body Decide (Remix)"
11. ATC "I'm In Heaven (When You Kiss Me)"
12. ELGAR "Sweetie Pie"
13. LIVE ELEMENT "Be Free"
14. PURETONE "Addicted To Bass"
15. M@D "It's Name Is"
16. LATIN LOVERS "Bailando"
17. CAROLINA MARQUEZ "Discomani"
18. PAPS 'N' SKAR "Loving You"
19. PREZIOSO Feat. MARVIN "Bonjour"
20. ESCANOR "Are U Ready"
21. THE SPACELOVERS "Space Lover"
22. MATHIAS SCHAFFHAUSER "Hey Little Girl"

## Euro Dance 7
1. ERIKA "Ditto"
2. Gabry Ponte "Time To Rock"
3. B1 Feat. MAVERICK "Indian Summer"
4. EDGE OF UNIVERSE Feat. DOMINICK "Life Force (Pooper Scooper Remix)"
5. T42 Feat. SHARP "Set Me Free"
6. EARPHONES "Lie To Me"
7. THE SUGARPILL GANG "A Boot Song"
8. J.C.A. "I Begin To Wonder"
9. MAD'HOUSE "Like A Prayer"
10. RHYTHM GANGSTA "The Crowd Song"
11. M.P. GANG "Future Gun"
12. DJ ROSS "Dreamland"
13. MASH "In Your Arms"
14. WAKKOS "You Are Not Alone"
15. DJ HERBIE "King Of Rock"
16. S.M.S. Feat. REHB "Amour Bijoux Bijoux (Darkness Mix)"
17. HOTEL SAINT GEORGE "Welcome To My Life"
18. CAROLINA MARQUEZ "Mas Musica"
19. LADY BOUNCER "Dirty Mary"
20. PSYCHO RADIO "In The Underground"
21. ECLIPSE "The Music"
22. BACK TO BASICS "Alf Layla Wa Layla"

## Euro Dance 8
1. SCISSOR SISTERS "Comfortably Numb"
2. FROU FROU "Breathe In"
3. DB BOULEVARD "Believe (Luca Cassani Club Mix)"
4. SMILING PEOPLE "Smiling People"
5. PLANET FUNK "Who Said"
6. TIM DELUXE Feat. SAM OBERNIK "It Just Won't Do"
7. MOONY "Acrobats (T&F Moltosugo Club Mix)"
8. WHO DA FUNK Feat. JESSICA EVE "Shiny Disco Balls"
9. THE RUMBAR "El Timbal"
10. COLOURSOUND "Fly With Me"
11. TUTTO MATTO "Peace"
12. JAZZBIT "Sing Sing Sing"
13. MAD'HOUSE "Holiday"
14. YEATS "Everything's Allright"
15. AUTOMAGIC Feat. NASHOM "I'll Be Here"
16. MILKY "Just The Way You Are"
17. BOND STREET "Personal Jesus"
18. JASON NEVINS vs ERIC B RAKIM "I Know You Got Soul"
19. MOLELLA "Magia"
20. DJ SAMMY & YANOU Feat. DO "Heaven"
21. KATE RYAN "Désenchantée"
22. LAS KETCHUP "Asereje"

## Euro Dance 9
1. EARPHONES "Primetime - Sexcrime"
2. SAFEWAY "I'm In Love"
3. MAGIC BOX "If You"
4. KID CREME Feat. SHURAKANO "Down And Under"
5. SUPERBOY "It's Not Over Yet"
6. SOUND OF PINK Feat. TALYAAH "Everybody Knows"
7. GIANNI COLETTI Feat. THE GO-GOSPEL GIRLS "Gimme Fantasy"
8. TOM JONES "Black Betty"
9. DINO "Call Me (Remix)"
10. L.C. ANDERSON vs PSYCHO RADIO "Right Stuff"
11. DANIELE TIGNINO Pres. MAMA'S PRIDE "Some Lovin' (Remix)"
12. S-MAN & SIR G "Elektro Vibes"
13. MASTER BLASTER "Hypnotic Tango"
14. WALDORF "Fashionist"
15. ROCKETS "On The Road Again"
16. PREZIOSO Feat. MARVIN "In My Mind"
17. LOONY TUNE vs MATRIX "Whistle"
18. DJ ROSS "Emotion"
19. FEEL GOOD PRODUCTIONS "This Is The Sound"
20. PANJABI MC "Mundian To Bach Ke"

## Euro Dance 90 vol. 1
1. U.S.U.R.A. "Open Your Mind"
2. INFINITY "Dirty Love"
3. JINNY "Feel The Rhythm"
4. MOLELLA "Confusion"
5. SILVIA COLEMAN "All Around The World"
6. ALADINO "Brothers In The Space"
7. THE OUTHERE BROTHERS "Pass The Toilet Paper"
8. DIRTY MIND "Back To Future"
9. ALADINO "Make It Right Now"
10. DEADLY SINS "We Are Going On Down"
11. JINNY "One More Time"
12. MARVELLOUS MELODICUS "Sing Oh!"

## Euro Dance 10
1. GRUPO MAMEY "Obsesion"
2. MOLELLA "Desert Of Love"
3. EDDY WATA "Jam"
4. LAURENT WOLF Feat. MARY AUSTIN "Saxo"
5. SISSOKO "Let The Music Take Control"
6. PRINCESS VANESSA "Around The Decks (Around The World)"
7. NEJA "To The Music"
8. BENASSI BROS. Feat. SANDY "Illusion"
9. KARISMA Feat. YURI N-JOY "La Tribù Della Notte"
10. EIFFEL 65 "Viaggia Insieme A Me (Roberto Molinaro Rmx)"
11. GEMELLI DIVERSI "Mary (Molella Rmx)"
12. DJ ROSS "Lupin"
13. ELECTROLUV "Stand Up (If You're Ready)"
14. HEAVY ROCK "I Just Want To Be A Drummer"
15. WHO DA FUNK Feat. CINDY TORRES "Radio"
16. ANTECK "Adrenalin"
17. M.P. BOX Feat. CHERYL PORTER "Fire It Up"
18. SCIENT "Up & Down"
19. RINO GAETANO "Ma Il Cielo È Sempre Più Blu (Molella Rmx)"
20. LORNA "Papi Chulo"
21. WALKERMAN "Listen To Mama"
22. EVY "Never Leave You (Uh Ooh, Uh Ooh)"